# Franco Giordano
Francesco Giordano appelé Franco Giordano (né le 26 août 1957 à Bari) est un homme politique italien, secrétaire national du Parti de la refondation communiste (Partito della Rifondazione Comunista), de 2006.

## Biographie
Inscrit au Parti communiste italien dès 1974, il rejoint le Parti de la refondation communiste lors de la dissolution du PCI historique. Il est  élu député en Toscane  en 1996. Il a été élu secrétaire national du PRC le 7 mai 2006, avec 139 voix sur 202, pour remplacer Fausto Bertinotti devenu président de la chambre des députés : il a démissionné de ce poste le 19 avril 2008 à la suite de la déroute des élections générales de 2008, à la suite desquelles tous les députés du parti ont été battus.
Opposé à la ligne de son successeur Paolo Ferrero, il rejoint le courant de Nichi Vendola et quitte ensuite le PRC pour rejoindre Gauche, écologie et liberté.